# Кошкарбай-батыр
Кошкарбай-батыр — казахский батыр из рода кулан племени кыпшак. Участвовал в войне с джунгарами, а позже с империей Цинь. Совершал рейды на алтайцев. Отец Конай-батыра.

## Биография
Во второй четверти XVIII века среди кыпчакских родов, кочевавших по Иртышу и Тоболу, центральную роль играл Кошкарбай-батыр — выдающийся военачальник, прославившийся в боях с башкирами и джунгарами. В народной памяти он остался как символ несгибаемой воли и защитник казахских земель. Реальная власть в этом регионе Среднего жуза, несмотря на формальное присутствие Абылай-султана, находилась именно в его руках.
Народные предания, записанные в начале XX века, свидетельствуют:
«Кашкарбай-батырь, служивший Аблайхану, который умер в 1781 году, занял около 200 лет тому назад место на Иртыше против поселка Черлаковского, вытеснив отсюда джунгар и остяков».
Кошкарбай-батыр принимал активное участие практически во всех крупных событиях той эпохи. Совместно с Кожаберген-батыром из племени керей он оказывал поддержку джунгарским претендентам на престол — Даваци и Амурсане, когда те искали убежища у казахов. Во время цинского вторжения 1756 года батыр вновь оказался на передовой. Уже летом следующего года он вел бои вместе с улусами кипчаков, керей и караулов против китайских войск в верховьях Ишима.
Весной 1757 года Абылай-султан официально представил Кошкарбай-батыра как лидера кыпчаков, численность которых составляла около 5 тысяч семей. После заключения мира с Цинской империей батыр стал ключевой фигурой в экспансии на земли алтайских племен, ранее подчинявшихся джунгарам.
Осенью 1758 года Кошкарбай во главе четырёхтысячного войска вторгся в Верхний Алтай. В походе были взяты сотни пленных, с которыми половина отряда вернулась обратно. Сам батыр остался зимовать в районе Семипалатной крепости, стремясь завершить начатое — найти и схватить зайсана Менко. В начале 1759 года он вновь нанес удар по алтайцам и отослал часть отряда домой с новой добычей. Сам же с четырьмя сотнями джигитов продолжил розыск.
Русская администрация выражала недовольство тем, что в результате рейдов Кошкарбая были захвачены подданные России — ясашные татары из Кузнецкого ведомства. Однако отсутствие противодействия со стороны местного военного руководства, визиты батыра в крепости и прямые переговоры с офицерами свидетельствуют о наличии неформальных договоренностей между ним и российскими властями. Абылай-султан позднее пояснил, что разгром алтайцев стал результатом указания местного русского офицера, сообщившего Кошкарбаю о предательстве Менко.
В конечном счете, батыр добился своей цели — убил Менко и захватил очередную добычу. Но на обратном пути попал в засаду. Вместе с двумя сыновьями он погиб в бою. Алтайское предание сохранило яркое описание его смерти:
«Нашелся, наконец, один храбрец; он узнал, что одно место у Кочкорбая не заколдовано, и нацелился стрелой в это место. Стрела прошла луку седла, прошла под кольчугу и попала в мочевой пузырь…»
Для алтайцев Кошкарбай-батыр стал символом страха и разрушения. Его имя долгое время оставалось олицетворением угрозы, детей в аулах пугали упоминанием о нем. В казахской же традиции он — национальный герой, один из величайших защитников своего народа в период истории. После его гибели лидерство среди иртышских кыпчаков перешло к его сыну — Конаю-батыру.